# Malvina Schnorr von Carolsfeld

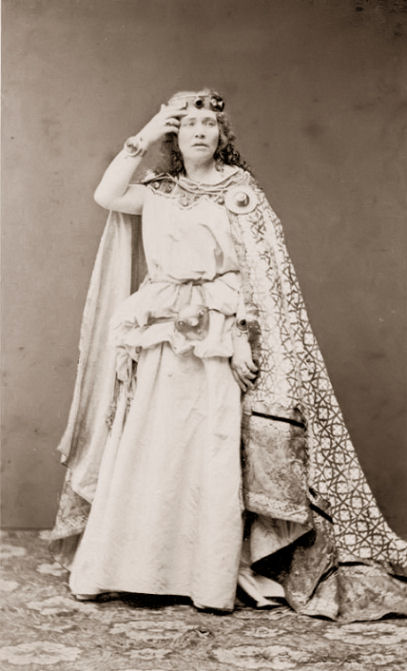

Malvina Schnorr von Carolsfeld (Eugenia Malvina Garrigues) (7 de diciembre de 1825, Copenhague, Dinamarca-8 de febrero de 1904, Karlsruhe, Alemania) fue una soprano danesa casada con Ludwig Schnorr von Carolsfeld. Se la considera la primera soprano dramática wagneriana, estrenó Isolda.
De ascendencia francesa y portuguesa (era hija del cónsul portugués en Dinamarca), en París fue pupila del célebre Manuel Vicente García y debutó en la ópera Roberto el diablo de Meyerbeer en 1841 en Breslau, donde cantó entre 1841-49.
En Karlsruhe conoció al Heldentenor Ludwig Schnorr von Carolsfeld con quien se casó en 1860, mudándose ambos a Dresde.
Después de una audición en 1862, ambos fueron seleccionados por Richard Wagner para el estreno mundial de Tristán e Isolda en Múnich el 10 de junio de 1865. Después de la muerte de su esposo a los 29 años de edad, entró en depresión severa y no pudo continuar su carrera. Se convirtió al espiritualismo y en su desbalance emocional causó problemas a Wagner y Cósima Wagner.
Enseñó en Fráncfort y escribió canciones y poemas.
Fue personificada por la soprano Gwyneth Jones en la miniserie Wagner.